# 寄主星系
在天文學裡，某個宇宙現象的寄主星系（英語：host galaxy）是該現象所發生的星系。